# Andreas Speer
Pour les articles homonymes, voir Speer.
Andreas Speer, né le 19 juin 1957 à Düsseldorf est un philosophe allemand. Il est depuis 2004 professeur de philosophie à l'université de Cologne et directeur du Thomas-Institut.

## Biographie
Andreas Speer a étudié la philosophie, la théologie catholique, la philologie, les sciences de l'éducation et l'histoire de l'art à Bonn. En 1986, il obtient un doctorat avec une thèse portant sur la compréhension de la vérité et la pensée philosophique de Bonaventure.
Deux ans plus tard, il est nommé assistant de recherche au Thomas-Institut de l'université de Cologne, où il est responsable de l'organisation des réunions de conférences mediévistes. Il est agrégé (habilitiert) en 1994 avec un travail sur les tentatives de justificatiton d'une scientia naturalis au 12e Siècle. Sa thèse d'habilitation lui vaut le prix Offermann-Hergarten en 1996.
De 1995 à 2000, Speer est boursier Heisenberg de la Fondation allemande pour la recherche. Durant cette période, il est chargé de cours invité à l'université de Sofia, à la bibliotèque vaticane, à l'université catholique américaine de Notre-Dame-du-Lac et à l'université catholique de Louvain. Il est nommé professeur auxiliaire de philosophie à Cologne en 1998, et en 2000, il est nommé professeur ordinaire à l'université de Wurtzbourg, où sa leçon inaugurale du 4 mai a pour titre : Endliche Weisheit – eine Annäherung an die Philosophie (Finitude de la sagesse - Une approche de la philosophie). L'année 2000  est mouvementée pour Speer et se conclut par l'attribution de la fonction de porte-parole du cercle fermé de la Société allemande de philosophie (DGPhil / AGPD). Speer occupe ensuite la chaire de philosophie III de Wurtzourg de 2001 à 2004, date à laquelle il accepte le poste de directeur du Thomas-Institut et la chaire associée de philosophie médiévale de l'université de Cologne, devenant en  même temps le directeur des éditions Averroes latinus hébergées par cet institut. Un autre événement important cette année-là est la présidence de la Société de philosophie médiévale et de la Renaissance (de), (CBPMR)). Les années après 2000 sont pour Speer des années de nominations et de récompenses, qui culminent en 2005 avec un doctorat honoris causa de l'université de Sofia. En 2005, il a également été nommé porte-parole du Centre d'études médiévales (ZfMs), également basé à l'iniversité de Cologne, et membre du conseil élargi de la Société allemande de philosophie (DGPhil).
En 2008, est fondée à la faculté de philosophie de Cologne la a.r.t.e.s. Forschungsschule qui devient à partir de 2012, dans le cadre du troisième cycle de l'initiative d'excellence pour artes La Graduate School for the Humanities Cologne et Speer est le porte-parole. L'école doctorale interdisciplinaire repose sur une conception des sciences humaines au-delà de la dichotomie des sciences humaines et culturelles d'une part et des sciences naturelles d'autre part.
Le 1er juillet 2020 Speer est  élu au Sénat de la Fondation allemande pour la recherche (DFG), au siège de l'histoire de l'art et la philosophie.
En 2002, Speer est accepté comme membre de l' Académie des sciences à but non lucratif d'Erfurt . Speer est membre à part entière de l'Académie des sciences et des arts de Rhénanie du Nord-Westphalie depuis 2013.
Speer a contribué au Dictionnaire historique de la philosophie en tant qu'auteur.

## Axes de recherche
Les recherches de Speer portent surtout sur la compréhension de la philosophie au XIIIe siècle.Un groupe de travail interdisciplinaire dirigé par Speer et l'historien de l'architecture Günther Binding s'est penché sur ce sujet pendant plus de dix ans. Il en résulte de nombreuses publications, dont l'édition critique des œuvres de l'abbé Suger de Saint-Denis.
Outre l'histoire de la philosophie médiévale, Speer s'est intéressé aux questions de métaphysique et d'épistémologie. Ses domaines d'intérêt incluent également la philosophie naturelle, l'esthétique et la relation entre philosophie et sagesse. Certaines des monographies, anthologies et essais de Speer sont considérés par les experts comme des ouvrages de référence sur ces sujets.
Ses autres domaines de recherche sont les suivants :
- Histoire et systématique de la philosophie, en particulier la philosophie du Moyen Âge
- Systématique et histoire de l'épistémologie et philosophie des sciences
- Philosophie naturelle et sciences naturelles au Moyen Âge
- philosophie et sagesse
- Discours théologique à l'intersection de la philosophie et de la religion
- Esthétique et théorie de l'art : Moyen Âge et présent
- Relationa entre anthropologie et éthique

## Travaux principaux
- comme éditeur avec Lydia Wegener : connaissance des frontières. Savoir Arabe et Moyen Âge Latin. Berlin 2006 (= Miscellanea mediaevalia. Tome 33).